# Маурино (Мышкинский район)
Маурино — деревня в Мышкинском районе Ярославской области. Входит в состав Приволжского сельского поселения.

## Название
Существует версия, что топонимы с основой Маур- — мерянского происхождения.

## География
Деревня расположена на правом берегу реки Катки, в 27 км к западу по прямой от районного центра, города Мышкина, в 107 км к западу по прямой от областного центра, города Ярославля, в 200 км по прямой к северу от Москвы.

## История
Поселение относится к области расселения архаичной субэтнической группы русских — кацкарей — до сих пор составляющих значительную часть населения бывшего Кацкого стана (волости Кадки).

## Население
| 2007 | 2010 |
| ---- | ---- |
| 11   | ↘9   |